# トニー・ウィリアムス
トニー・ウィリアムス（Tony Williams、1945年12月12日 - 1997年2月23日）は、アメリカ合衆国のジャズ、ジャズ・ロック・ミュージシャン、ドラム奏者、作曲家。

## 来歴

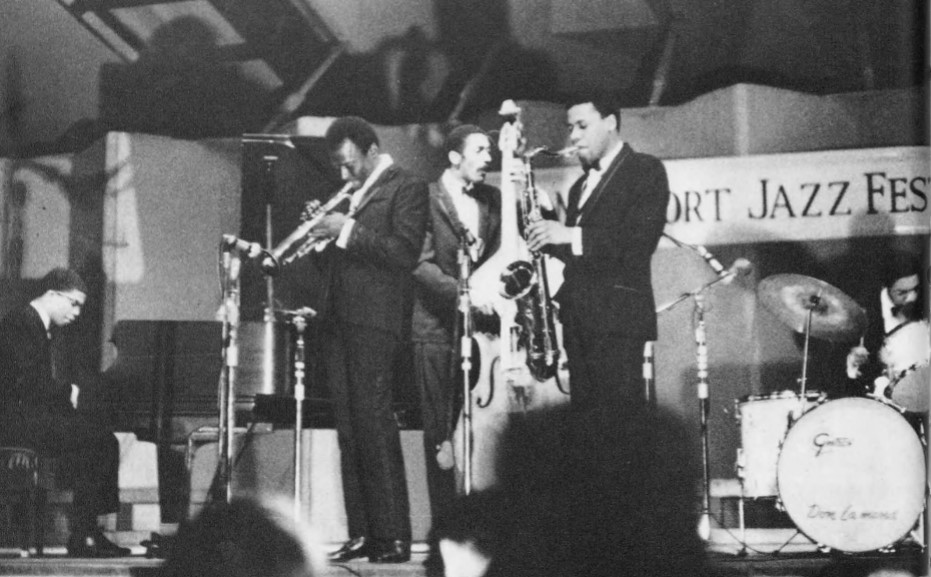
左からハービー・ハンコック、マイルス・デイヴィス、ロン・カーター、ウェイン・ショーター、トニー・ウィリアムス。1967年7月2日、ニューポート・ジャズ・フェスティバルにて。

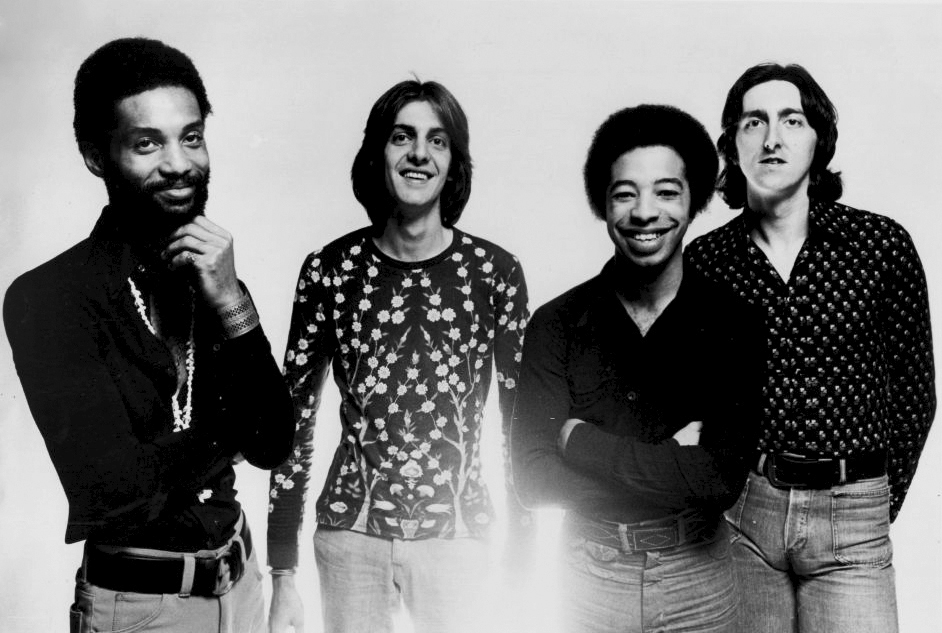
ニュー・トニー・ウィリアムス・ライフタイム（1976年）。左から トニー・ニュートン、アラン・パスクァ、トニー・ウィリアムス、アラン・ホールズワース。

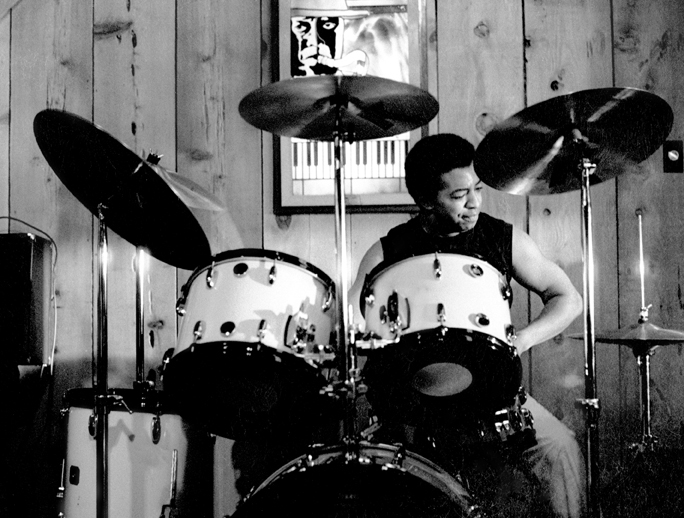
1986年

イリノイ州シカゴ生まれ。11歳のときドラム奏者のアラン・ドーソンのもとで音楽を学び、13歳からボストンの「コノリー」において音楽活動を開始し、ジョニー・ハモンド・スミスやサム・リヴァースと共に活動していた。
1962年11月、16歳のときジャッキー・マクリーンにスカウトされて、ニューヨークに移った。翌1963年にはマイルス・デイヴィス・グループのメンバーに抜擢され、所謂「黄金のクインテット」のメンバーとして、1969年まで在籍した。
ロックへの傾倒からジョン・マクラフリン、ラリー・ヤングとトリオ「トニー・ウィリアムス・ライフタイム」を結成して同年『エマージェンシー!』を発表。1970年にはジャック・ブルースを迎えて4人編成で『ターン・イット・オーバー』を発表した。1975年にはアラン・ホールズワース、アラン・パスクァ、トニー・ニュートンと「ニュー・トニー・ウィリアムス・ライフタイム」を結成した。
1975年春、ハンク・ジョーンズ、ロン・カーターと共に「グレート・ジャズ・トリオ」を結成してニューヨークの「ヴィレッジ・ヴァンガード」に出演した。その直後にトニーに代わってグラディ・テイトが参加したアルバム『ハンキー・パンキー』が録音されたが、渡辺貞夫との共演盤『アイム・オールド・ファッション』（1976年）を機にトニーが復帰し、その後も存続した。
渡辺貞夫以外の日本のミュージシャンとの共演としては、日野皓正のアルバム『メイ・ダンス』（1977年）、本田竹広のアルバム『アナザー・ディパーチャー』（1977年）への参加もあげられる。
1976年、ハービー・ハンコックらのグループ「V.S.O.P.クインテット」に参加して人気を博した。1979年、ハバナ・ジャム (Havana Jam) 出演に際して、ジョン・マクラフリン、ジャコ・パストリアスと共に「トリオ・オブ・ドゥーム」を結成し、スタジオとライブで共演した。他の共演者として、スタン・ゲッツ、ソニー・スティット、ドン・プーレン、ミシェル・ペトルチアーニ、セシル・テイラーらがいた。
1985年、復活したブルーノート・レーベルに復帰し、アルバム『フォーリン・イントリーグ』を録音した。その後、マルグリュー・ミラーらとレギュラー・クインテットを結成し、殆ど自作曲ばかりを収録した一連のアルバムを残した。
1995年、デレク・ベイリー、ビル・ラズウェルとトリオ「アルカナ」を結成した。
サンフランシスコに住み、1997年、胆嚢の手術の後の心臓発作により51歳で死去した。最後の録音はビル・ラズウェルらとの「ラスト・ウェイヴ」だった。

## ドラミング
マックス・ローチなどの正統派スタイルからスタートしているが、1960年代中期にはフリー・ジャズ、1970年前後にはロックの影響を受けてスタイルが変化している。
高速の4ビートを得意としており、彼の加入以降、マイルス・デイヴィス・グループでは同じ曲でも年を追うごとにテンポが早くなっていくのがよくわかる。マイルスは自伝で、彼のスピードにマイルスが対抗する形でどんどんテンポ設定が早くなっていったと語っている。またマイルスは、彼は加入当初から2拍4拍でハイハットを踏まなかったので、きちんと踏めと口うるさく言ったとも語っている。
1970年代には、逆にすべての拍でハイハットを踏むようになったが、これらのスタイルはその後、他のドラマーに確実に影響を与えた。

## ディスコグラフィ

### リーダー・アルバム
- 『ライフ・タイム』 - Life Time (1964年、Blue Note)
- 『スプリング』 - Spring (1966年、Blue Note) ※1965年録音
- 『エマージェンシー!』 - Emergency! (1969年、Verve)※トニー・ウィリアムス・ライフタイム名義
- 『ターン・イット・オーバー』 - Turn It Over (1970年、Verve)※トニー・ウィリアムス・ライフタイム名義
- 『エゴ』 - Ego (1971年、Polydor)※トニー・ウィリアムス・ライフタイム名義
- 『ジ・オールド・バムズ・ラッシュ』 - The Old Bum's Rush (1972年、Polydor)※トニー・ウィリアムス・ライフタイム名義
- 『ビリーヴ・イット』 - Believe It (1975年、Columbia) ※旧邦題『ニュー・トニー・ウィリアムス・ライフタイム』
- 『ミリオン・ダラー・レッグス』 - Million Dollar Legs (1976年、Columbia)※ニュー・トニー・ウィリアムス・ライフタイム名義
- 『ジョイ・オブ・フライング』 - The Joy of Flying (1979年、Columbia) ※「Morgan's Motion」にセシル・テイラー参加
- 『プレイ・オア・ダイ』 - Play or Die (1980年、P.S. Productions) ※with トム・グラント、パトリック・オハーン[10]
- 『フォーリン・イントリーグ』 - Foreign Intrigue (1985年、Blue Note)
- 『シヴィリゼイション』 - Civilization (1987年、Blue Note) ※1986年録音
- 『エンジェル・ストリート』 - Angel Street (1988年、Blue Note)
- 『ネイティヴ・ハート』 - Native Heart (1990年、Blue Note) ※1989年録音
- 『ネプチューンの神話』 - The Story of Neptune (1992年、Blue Note) ※1991年録音
- 『ザ・ブルーノート・ライヴ』 - Tokyo Live (1993年) ※「ブルーノート東京」における1992年ライブ録音
- 『マイルス・デイヴィス・トリビュート』 - A Tribute to Miles (1994年、Qwest/Reprise/Warner Bros.) ※with ハービー・ハンコック、ウェイン・ショーター、ロン・カーター、ウォレス・ルーニー
- 『ウィルダーネス』 - Wilderness (1996年、Ark 21) ※1995年録音
- 『ヤング・アット・ハート』 - Young at Heart (1996年、Columbia) ※日本企画。世界初DSD録音
- 『ライヴ・アット・ザ・ヴィレッジ・ゲイト』 - Live at The Village Gate (2017年、Hi Hat) ※ニュー・トニー・ウィリアムス・ライフタイム・フィーチュアリング・アラン・ホールズワース名義。1976年ライブ録音
- 『ライヴ・イン・トーキョー 1978』 - Live Tokyo 1978 (2018年、Hi Hat) ※トニー・ウィリアムス・オールスターズ名義。「田園コロシアム」における「ライブ・アンダー・ザ・スカイ」での1978年ライブ録音。ブライアン・オーガー、ビリー・コブハムらが参加

### コンピレーション・アルバム
- Lifetime: The Collection (1992年、Columbia) ※『ビリーヴ・イット』『ミリオン・ダラー・レッグス』を収録
- 『dear...トリビュート・トゥ・トニー・ウィリアムス』 - Dear...Tribute To Tony Williams (1997年、Blue Note)
- Spectrum: The Anthology (1997年、Verve) ※トニー・ウィリアムス・ライフタイム名義

### ザ・グレイト・ジャズ・トリオ
（ハンク・ジョーンズ、ロン・カーター、トニー・ウィリアムス）
- 『アイム・オールド・ファッション』 - I'm Old Fashioned (1976年、East Wind) ※渡辺貞夫 ウィズ・ザ・グレイト・ジャズ・トリオ名義
- 『ラヴ・フォー・セール』 - Love for Sale (1976年、East Wind)
- 『アット・ザ・ヴィレッジ・ヴァンガード』 - The Great Jazz Trio at the Village Vanguard (1977年、East Wind)
- 『アット・ザ・ヴィレッジ・ヴァンガード Vol.2』 - The Great Jazz Trio at the Village Vanguard Vol. 2 (1977年、East Wind)
- 『KJLH』 - Kindness Joy Love & Happiness (1977年、East Wind)
- 『ダイレクト・フロム LA』 - Direct from L.A. (1978年、East Wind) ※1977年録音
- 『マイルストーンズ』 - Milestones (1978年、East Wind)
- 『ニュー・ワイン・イン・オールド・ボトルズ』 - New Wine in Old Bottles (1978年、East Wind) ※ジャッキー・マクリーン・ウィズ・ザ・グレイト・ジャズ・トリオ名義
- 『カルナヴァル』 - Carnaval (1978年、Galaxy) ※「田園コロシアム」における「ライブ・アンダー・ザ・スカイ」での1978年ライブ録音。渡辺貞夫が参加
- 『ザ・グレイト・トーキョー・ミーティング』 - The Great Tokyo Meeting (1978年、East Wind)
- 『バード・オブ・パラダイス』 - Bird of Paradise (1979年、Flying Disk) ※渡辺貞夫 ウィズ・ザ・グレイト・ジャズ・トリオ名義。1977年録音
- 『アット・ザ・ヴィレッジ・ヴァンガード・アゲイン』 - The Great Jazz Trio at the Village Vanguard Again (2000年、East Wind) ※1977年録音

### トリオ・オブ・ドゥーム
（ジョン・マクラフリン、ジャコ・パストリアス、トニー・ウィリアムス）
- 『トリオ・オブ・ドゥーム』 - Trio of Doom (2007年、Sony) ※1979年録音

### アルカナ
（ビル・ラズウェル、トニー・ウィリアムス、デレク・ベイリー）
- 『ラスト・ウェイヴ』 - The Last Wave (1996年、DIW) ※1995年録音
- 『アーク・オブ・ザ・テスィモニー』 - Arc of the Testimony (1997年、Axiom/Island) ※ファラオ・サンダースが参加